# Егина (митологија)
Егина (грч. Αἴγινα) је у грчкој митологији нимфа најада, кћер речног бога Асопа и нимфе Метопе.

## Митологија
Лепа Асопова кћер је привукла пажњу и самог врховног бога Зевса, па ју је он отео у виду ватре или орла и однео на острво Енону, касније названу Егина. Тамо је Егина Зевсу родила сина Еака. Асоп је узалудно свуда тражио своју кћер, све док му Сизиф који је био очевидац отмице, није открио ко ју је однео. То је разбеснело Зевса и он је сурово казнио Сизифа, а Асопа је муњом натерао да се врати у своје корито. Егина је отишла у Тесалију, оставивши Еака на острву, чији је краљ касније постао и удала се за Актора коме је родила сина Менетија.